# Kinixys erosa
La tortuga erosionada (Kinixys erosa) es una especie de tortuga de la familia Testudinidae. Esta especie del género africano Kinixys se distribuye en Angola, Burkina Faso, Camerún, República Centroafricana, República del Congo, República Democrática del Congo, Costa de Marfil, Guinea Ecuatorial, Gabón, Gambia, Ghana, Guinea, Liberia, Nigeria, Ruanda, Senegal, Sierra Leona, Uganda, posiblemente Benín, posiblemente Guinea-Bissau, y posiblemente, Togo. Esta especie tiene una bisagra de 90 grados, que cuando se cierra protege la cola y las patas traseras mientras duermen para protegerse de los depredadores. Es una especie amenazada por la destrucción de su hábitat por la deforestación para la agricultura y la urbanización, además se caza a nivel local para la carne, ya que es un alimento básico para muchos pueblos africanos.